# Marie-France Dufour
Marie-France Dufour, também conhecida por Marie  (Nancy, 8 de agosto de 1949 - 18 de outubro de 1990) foi uma cantora pop francesa que morreu de leucemia. 
Em 1971 teve o seu primeiro sucesso com a canção Soleil. 
Representou o Mónaco  no Festival Eurovisão da Canção 1973 com o tema Un train qui part.

## Discografia
- Vivre, laissez vivre & La vie est à nous
- Soleil, & il ne faut jamais sourrire d'un enfant
- Souviens-toi de moi & Souris moi
- Un train qui part, & le géant